# Римтутитуки
Римтутитуки био је српски рок бенд из Београда, који су чинили чланови група Екатарина Велика, Електрични оргазам и Партибрејкерси. Бенд је формиран као антиратни пројекат током југословенских ратова.
Састав бенда чинили су на вокалу Зоран Костић Цане, гитариста Небојша Антонијевић Антон, бубњар Борко Петровић, гитариста и вокалиста Срђан Гојковић Гиле, бубњар Горан Чавајда Чавке, басиста Зоран Радомировић Шваба, гитариста Љубомир Јовановић Јовец и гитариста и вокалиста Милан Младеновић.

## Историјат бенда
Бенд је формиран током потписивања петиције против мобилизације у Београду. На састанку су се појавили чланови бенда Екатарина Велика, чланови Електричног оргазма, Партибрејкерса и Рамбо Амадеус. Чавајда и Костић су предложили формирање антиратног бенда, а остали музичари су се са њима сложили и подржали их. Рамбо Амадеус је првобитно требало да буде члан групе, али се није појавио на пробама.
На проби, одржаној без Младеновића, Гојковић и Антонијевић су уз помоћ осталих чланова почели да раде на музици, а Костић на текстовима, што је резултирало песмом Слушај 'вамо. Младеновић је касније додао гитару и вокале на песму. Иако је бенд планирао да сними албум, објављен је само сингл Слушај 'вамо, са две верзије. Песме су снимане у Пинковом музичком студију, а пуштане преко Радија Б92, изашле под окриљем издавачке куће ПГП РТС. За песму је снимљен промотивни видео коју је емитовала ТВ станица Б92, а нашла се и на музичкој компилацији Радио утопија (1989—1994) .За снимање песме заслужан је Влада Неговановић, а под заслугама за продукцију наведен је: „Оронули ћале и фемили стонд“.

### Не рачунајте на нас
Промоција сингла одржана је 2. марта 1992. године у Музеју Југословенске кинотеке. Бенд није добио дозволу од тадашњих власти да настави са радом, тако да су као бину користили камионску приколицу, која се возила улицама Београда. Други наступ одобрен је од стране власти, а бенд је представио антиратну поруку С.О.С. — Не рачунајте на нас. На концерту је било око 55.000 људи. Организовано је дељење летака и беџева пролазницима. Пројекат је имао подршку Југословенске банке за међународну економску сарадњу, а Иван Стамболић је проследио финансијска средства која су и омогућила музички камион.
После концерта, чланови групе су се раздвојили и наставили да раде у својим бендовима. Приказивање Србије у медијима тада као агресорске довело је до тога да у јавности, поготово западној ови антиратни протести нису добили значајну пажњу. Медиј ББЦ је те вечери посветио свега 30 секунди овом догађају где се на снимку због угла из којег је камера снимала није могао ни видети број људи који је присуствовао.
Јуна 1992. године свирали су у Бечу као учесници антиратног и антирасистичког фестивала. Године 1993. у септембру, бенд је са Екатарином Великом, Партибрејкерсима и загребачком групом Вјештице наступио у Прагу и Берлину. Снимљено је неколико нумера, али никада нису објављене. Након наступа бенд је распуштен.

## Наслеђе
Године 2000. песма Слушај 'вамо изгласана је као 27. најпопуларнија рок песма Југославије, по анкети 100 најбољих песама свих времена Ју рока, коју је одрадио часопис Рок експрес. Рефрен овог сингла гласио је: „Мир, брате, мир! што је искоришћено као слоган за антиратну кампању. Други слоган који је кружио био је: „Испод шлема мозга нема.“
Невладина организација Иницијатива младих за људска права је 4. априла 2010. године организовала концерт на платоу испред Филозофског факултета у Београду у циљу прославе 18. годишњице пројекта Римтутитуки. Овом приликом појавили су се бендови Репетитор, Лира Вега, Суперквартет и Stuttgart Online. Бенд Суперквартрет се појавио као једнократна група коју су чинили Зоран Радомировић Шваба (гитара), Александар Грујић Алекс (клавијатуре), Мирослав Мишковић Јозеф (електрорника) и Горан Смиљанић Смиља (вокал), који је направио римејк песме Слушај 'вамо.

## Цитати
| „                  | Моја прва и највећа жеља би била да се пробудим и да установим да је 1990. година и да кажем: Ух, ал сам нешто ружно сањао. | ” |
| — Милан Младеновић | |   |

| „                   | Међу првима смо им показали средњи прст. Одједном смо ми најгори постали синоним најбољих. Људи су негде одлазили... Да ли на ратиште, да ли ван земље… Не знам...Мир, брате, мир, то је била једина солуција у то време за нас. | ” |
| — Зоран Цане Костић | |   |

| „                         | Нисам сигуран да се ‘Римтутитуки’ може назвати музичким пројектом, музика је само била средство да једна група генерацијски блиских људи, који су се годинама дружили, делили и афирмисали исте вредности, искаже свој став према ратном лудилу које се незадрживо ширило. Хиљаде људи је већ било убијено, Вуковар разрушен, агресивна мобилизација у току, а у Сарајеву је почело да кува… Једноставно смо имали потребу да искажемо свој став о свему томе“, присећа се Јовец и додаје: Колико год да је наступ на камиону 8. марта 1992. и све што се те вечери дешавало, пружао какву такву наду, догађаји који су уследили су сурово демонстрирали нашу наивност. Та нека немоћ је, бар мени, први осећај који ми се јави када се то помене. Са друге стране, нешто смо покушали, многим људима је то значило и макар за тренутак им пружило неку утеху. Са ове дистанце од 30 година то можда делује сасвим довољно, али није то прича које се често сетим. | ” |
| — Љубомир Јовановић Јовец | |   |

## Дискографија

### Синглови
- Слушај 'вамо / Слушај 'вамо (вољно микс) (1992)

### Гостовање на компилацијама
- Радио утопиа (1989-1994) (1994)